# Ludwik Dorn

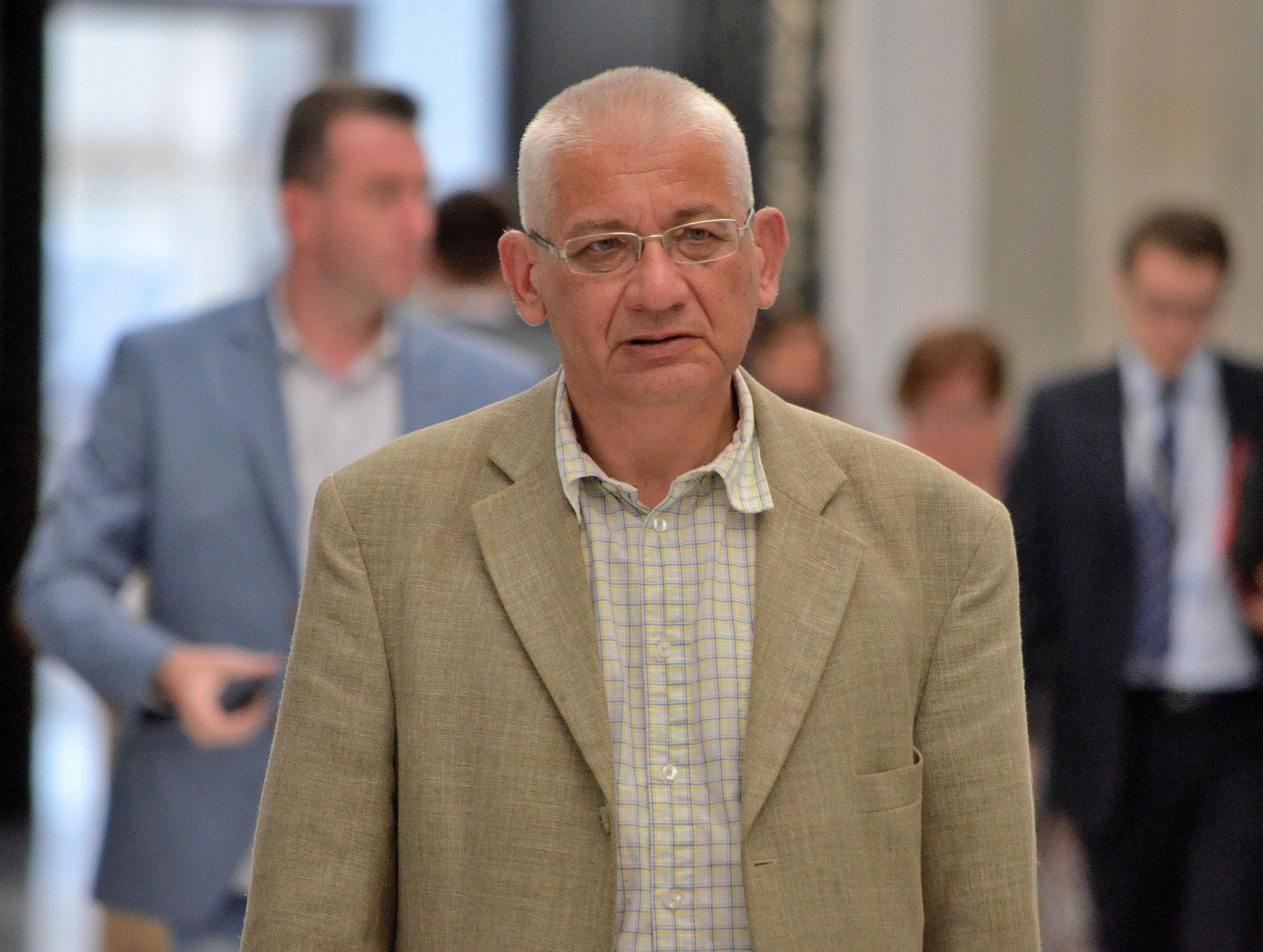
Ludwik Dorn im Sejm (2014)

Ludwik Stanisław Dorn (* 5. Juni 1954 in Warschau; † 7. April 2022) war ein polnischer Politiker, Soziologe und Publizist und vom 27. April bis zum 4. November 2007 Präsident des polnischen Parlaments (Sejmmarschall). Dorn war ein Mitbegründer der Partei Recht und Gerechtigkeit (PiS); er war von 2005 bis 2007 polnischer Vizepremier sowie Minister des Inneren und der Verwaltung in den Regierungen von Kazimierz Marcinkiewicz und Jarosław Kaczyński.

## Leben

### Herkunft und Kindheit
Ludwik Dorns Vater Henryk Dorn, der früher den Namen Dornbaum trug, stammte aus einer reichen assimilierten jüdischen Familie aus Tarnopol im damaligen Ostpolen, heutige Ukraine. Vor dem Zweiten Weltkrieg besaß die Familie Dornbaum zwei der drei in Tarnopol existierenden Optik-Läden. Der Großvater Ludwik Dorns wünschte sich, dass sein Sohn Henryk die Werkstätten übernehmen sollte und schickte ihn daher zu einem Optik-Lehrgang sowie zu einem Uhrmacher-Lehrgang nach Jena, dem deutschen Zentrum der optischen Industrie.
Vor dem Zweiten Weltkrieg war Henryk Dorn Uhrmachermeister in Warschau-Mokotów. Er gehörte der Kommunistischen Partei der West-Ukraine sowie der Polnischen Kommunistischen Partei (KPP) an. Wegen kommunistischer Agitation vor dem Krieg saß er eine Gefängnisstrafe ab. Henryk Dorns gesamte Familie wurde im Zuge des Holocaust ermordet. Henryk selbst jedoch floh nach Kasachstan, als die Deutschen bereits in Polen einmarschiert waren. Aus der UdSSR kehrte er zusammen mit der Armee unter dem Kommando Zygmunt Berlings nach Polen zurück.
Nach dem Krieg war Henryk Dorn Mitglied in den kommunistischen Parteien Polnische Arbeiterpartei und Polnische Vereinigte Arbeiterpartei und zunächst Lektor im Fach Marxismus-Leninismus an der Technischen Universität Warschau. Nach seinem Ausscheiden aus der Universität im Jahre 1956 arbeitete er als Optiker in Warschau und eröffnete ein Optik-Geschäft an der Marszałkowska-Straße, am damaligen Gebäude der Zeitung Życie Warszawy. Henryk Dorn starb 1982. Die Mutter Ludwiks, eine bekannte Warschauer Neurologin, war eine eher linksorientierte Demokratin.
Da sein Vater nicht gläubig war, wurde Ludwik Dorn als Kind nicht getauft, sondern in der Tradition des Agnostizismus erzogen. In der Grundschule hatte Ludwik Dorn gute Zensuren in Mathematik, er war Sieger einer Mathematik-Olympiade. Ende der 1970er Jahre besuchte er das VI. Allgemeinbildende Tadeusz-Reytan-Gymnasium in Warschau.

### Jugend und Studium
Großen Einfluss auf die Weltanschauung des jungen Ludwik Dorn hatte die Pfadfinder-Bewegung, genauer die 1. Warschauer Romuald-Traugutt-Gruppe, namens Schwarze Eins (polnisch: Czarna Jedynka). Nach dem Abitur nahm Ludwik Dorn ein Soziologiestudium am Institut für Gesellschaftswissenschaften an der Warschauer Universität auf.
Nach den Unruhen im Juni 1976 engagierte er sich ab Juli 1976 in der Hilfe für die vom Regime verfolgten Arbeiter und begann im Komitee zur Verteidigung der Arbeiter (poln.: Komitet Obrony Robotników – KOR) mitzuwirken. Von 1977 an war er Redaktions-Mitarbeiter der Untergrund-Monatszeitung Głos. 1978 beendete er sein Soziologie-Studium und erhielt den Magistertitel im Fach Gesellschaftswissenschaften.

### Oppositionstätigkeit
Den August 1980 verbrachte Dorn im Gefängnis an der Rakowiecka-Straße. Die streikenden Arbeiter forderten die Freilassung aller eingekerkerten Oppositionellen, so kam Dorn auf freien Fuß. Ab September 1980 war er Mitglied der Gewerkschaft Solidarność und der Bewegung Freiheit – Gerechtigkeit – Unabhängigkeit (poln.: Wolność – Sprawiedliwość – Niepodległość). Er unterrichtete und arbeitete in der Folge als Soziologe am Zentrum für Gesellschaftswissenschaften der unabhängigen Gewerkschaft Solidarität im Regionalverband Masowien.
Nach der Verhängung des Kriegsrechts in Polen am 13. Dezember 1981 wurde er per Steckbrief gesucht und versteckte sich eineinhalb Jahre lang in Danzig und in Warschau. Im Jahre 1982 starb sein Vater Henryk Dorn. Die Mutter informierte ihren Sohn nicht über das Begräbnis, um ihn nicht zu gefährden. Ludwik Dorn leitete die Redaktionen der Untergrundzeitungen Głos (deutsch „Die Stimme“) und Wiadomości (deutsch: Nachrichten) und organisierte das Zentrum für Dokumentationen und Analysen (polnisch: Centrum Dokumentacji i Analiz).
Im Herbst 1983 half ihm der spätere Premierminister Jan Olszewski beim Herstellen von ersten Kontakten und Gesprächen mit der polnischen kommunistischen Staatsführung. Ludwik Dorn unterschrieb eine Verpflichtungserklärung, in der er erklärte, er werde die Rechtsgrundsätze der kommunistischen Volksrepublik nicht in Frage stellen. Das staatliche Fernsehen zeigte dieses Dokument in seinem Programm unter dem Titel Das Ende des Untergrundes. Die Sendung löste eine große Kontroverse und große Verunsicherung unter den Oppositionellen aus; viele sahen darin eine Anbiederung an das kommunistische Regime. In seiner Zeitung Głos veröffentlichte Dorn 1983 das Manifest Der Wiederaufbau des Staates, in dem er zum Schulterschluss der Gewerkschaft Solidarität, der katholischen Kirche und der Armee gegen die kommunistischen Machthaber aufrief.
In den 1980er Jahren hielt er sich unter dem Pseudonym Dorota Lutecka mit Übersetzungen von englischen Spionage-Romanen z. B. von John le Carré über Wasser. Dorn schrieb auch Kinderbücher. Ludwik Dorn war ein Gegner der Übereinkünfte des Runden Tisches, bei dem die polnische Opposition mit der kommunistischen polnischen Staatsführung 1989 einen Kompromiss schloss, der letztlich zur Machtübergabe an die demokratische Opposition führte.

### Porozumienie Centrum
Ab 1990 begann Dorn enger mit Jarosław Kaczyński zusammenzuarbeiten, der die katholisch-rechtskonservative Partei Porozumienie Centrum (PC) gründete und die Kandidatur von Lech Wałęsa bei den Präsidentenwahlen von 1990 unterstützte. Nach dem Wahlsieg Wałęsas wurde Dorn zum Leiter der Analyse-Abteilung in der Präsidentschaftskanzlei. Sein Abgang aus der Präsidentenkanzlei erfolgte nach Konflikten und Meinungsverschiedenheiten der Brüder Jarosław und Lech Kaczyński mit Lech Wałęsa.
Ab 1992 war Dorn stellvertretender Vorsitzender von Porozumienie Centrum. Als Lech Kaczyński 1995 für das Amt des Präsidenten kandidierte, war Dorn dessen Pressesprecher. Bei den Parlamentswahlen im Jahre 1997 wurde Dorn – als Mitglied der Partei PC – auf der Liste des Wahlbündnisses Akcja Wyborcza Solidarność in den Sejm gewählt. Aus Protest gegen Maßnahmen der von Hanna Suchocka geführten Koalitionsregierung aus der AWS und der liberalen Unia Wolności trat er aus der AWS-Fraktion aus und wurde fraktionsloser Abgeordneter.

### Recht und Gerechtigkeit
2001 nahm er gemeinsam mit Jarosław und Lech Kaczyński an der Gründung der nationalkonservativen Partei Prawo i Sprawiedliwość (Kurzform: PiS deutsch: Recht und Gerechtigkeit) teil und wurde zum Vizevorsitzenden dieser Partei gewählt. Bei den Parlamentswahlen 2001 wurde er als Kandidat aus dem Wahlkreis Warschau-Land in den Sejm gewählt. Seit Dezember 2002 war er Fraktionsvorsitzender der PiS im Parlament. Bei den Parlamentswahlen des Jahres 2005 wurde er erneut aus dem Wahlkreis Warschau-Land für die PiS ins Parlament gewählt.
Am 31. Oktober 2005 wurde er zum Minister für Inneres und Verwaltung im Minderheitskabinett von Kazimierz Marcinkiewicz (PiS) ernannt. Am 21. November 2005 wurde er überdies zum stellvertretenden polnischen Ministerpräsidenten berufen.
Am 6. Februar 2007 teilte Ludwik Dorn Premierminister Jarosław Kaczyński seinen Rücktritt als Vizepremier und als Innenminister mit. Der Premier nahm die Demission des Ministers an, beließ Dorn jedoch im Amt des Vizepremiers. Darüber informierte er ihn am 7. Februar 2007. Als Grund für den Rücktritt wurden von Dorn Meinungsverschiedenheiten mit Premierminister Jarosław Kaczyński in einer wichtigen Angelegenheit betreffend das Funktionieren des Ministeriums angegeben. Am 8. Februar 2007 folgte Janusz Kaczmarek, der bisherige Generalstaatsanwalt, Dorn im Amt des Innenministers nach. Dorn wurde zum Vizepremierminister ohne Geschäftsbereich. Am 27. April 2007 wurde er zum Parlamentspräsidenten als Nachfolger von Marek Jurek (PiS) gewählt.
In den Parlamentswahlen 2007 errang er erneut mit 81.696 Stimmen ein Abgeordnetenmandat im Sejm.
Am 5. November 2007 trat er von seiner Funktion des Stellvertretenden Vorsitzenden der PiS zurück, nachdem er sich öffentlich gegen die Politik Jarosław Kaczyńskis ausgesprochen hatte. Am 15. November 2007 wurden die Mitgliedsrechte Dorns in der PiS außer Kraft gesetzt und ein Parteidisziplinarverfahren gegen ihn eingeleitet.
Am 21. Oktober 2008 wurde Dorn aus der Partei und Sejmfraktion der PiS ausgeschlossen. 34 von 37 Mitgliedern des Landesvorstandes stimmten für den Ausschluss, der vom Vorsitzenden des Landesrates der Partei, Joachim Brudziński, damit begründet wurde, dass Dorn Presseinterviews gegeben habe, in denen „die Parteileitung und gar die Person des Vorsitzenden selbst desavouiert“ wurden.

### Partei „Polska Plus“
Im Oktober 2009 wurde Dorn Vorsitzender des neugegründeten Parlamentskreises „Polska Plus“ (Polen plus), im Januar 2010 Mitglied des Präsidiums der gleichnamigen Partei, die hauptsächlich aus den Dissidenten der Partei „Recht und Gerechtigkeit“ bestand. Im März 2010 erklärte er sich bereit, bei den Präsidentschaftswahlen 2010 anzutreten, doch nach dem Flugunfall von Smolensk 2010 und dem vorgezogenen Wahltermin verzichtete seine Partei auf diese Kandidatur. Als „Polska Plus“ die Kandidatur Kaczyńskis unterstützte, zog sich Dorn von den Parteiaktivitäten zurück, verzichtete auf die Parteimitgliedschaft und unterstützte Marek Jurek als Präsidentschaftskandidaten. Eine Woche später trat er aus der Partei aus und wirkte als parteiloser Abgeordneter. Bei den Wahlen von 2011 kandidierte er wieder für die PiS und wurde in den Sejm gewählt. Nach den Wahlen schloss er sich der Fraktion der Solidarna Polska an, verließ diese aber 2014 wieder und gehörte dem Sejm als unabhängiger Abgeordneter an. Bei den Wahlen von 2015 kandidierte er auf der Liste der Platforma Obywatelska, wurde aber nicht in den Sejm gewählt.
Ludwik Dorn galt als ein eigensinniger Politiker. Einst war er mit den Kaczyński-Brüdern befreundet und galt als „dritter Zwillingsbruder“, dann verwickelte er sich in Konflikte mit seinen Mitarbeitern wegen fehlender Kompromissbereitschaft.

### Privatleben
Ludwik Dorn bezeichnete sich als gläubigen Menschen, er wurde als Erwachsener getauft. Er war Vater dreier Töchter und in dritter Ehe verheiratet. Ludwik Dorn interessierte sich abseits der Politik für Poesie und übersetzte Gedichte ins Polnische, unter anderem von John Keats und William Butler Yeats. Er schrieb auch Märchen. Eines davon wurde im landesweiten Wettbewerb Große Dichter schreiben für Kinder ausgezeichnet.